# III. třída okresu Ústí nad Orlicí
9. liga Orlickoústecka je fotbalová soutěž pořádána Fotbalovou asociací České republiky. Jedná se o 9. stupeň v českých fotbalových soutěžích. Hraje se každý rok od léta do jara příštího roku. Na konci ročníku nejlepší jeden až dva týmy postupují do II. třídy okresu Ústí nad Orlicí. Aktuálně se z této soutěže nesestupuje, neboť jde o nejnižší soutěž v tomto okresu.

## Složení účastníků pro sezonu 2024/2025[1]
- AFK Kunvald
- Sokol Boříkovice
- Tělocvičná jednota Sokol Klášterec nad Orlicí
- Tělovýchovná jednota Albrechtice u Lanškrouna
- Tělovýchovná jednota Sokol Helvíkovice
- Tělovýchovná jednota Sokol Libchavy "B"
- Tělovýchovná jednota Sokol Těchonín
- TJ Dolní Čermná
- TJ Sokol Dolní Třešňovec
- TJ Sokol Verměřovice
- T.J. Sokol Rudoltice

## Vítězové

### III. třída okresu Ústí nad Orlicí
| Ročník    | Vítězný tým                   |
| --------- | ----------------------------- |
| 2003/2004 | SK Vysoké Mýto „B“            |
| 2004/2005 | TJ Albrechtice u Lanškrouna   |
| 2005/2006 | Spartak Brandýs nad Orlicí    |
| 2006/2007 | FK Dolní Dobrouč              |
| 2007/2008 | AFK Kunvald                   |
| 2008/2009 | TJ Sokol Těchonín             |
| 2009/2010 | TJ Sokol Řetová               |
| 2010/2011 | AFK Kunvald                   |
| 2011/2012 | 1. FC Žamberk „B“             |
| 2012/2013 | Spartak Brandýs nad Orlicí    |
| 2013/2014 | TJ Jiskra Ústí nad Orlicí „C“ |
| 2014/2015 | FK Kerhartice                 |
| 2015/2016 | FK Jehnědí 1980               |
| 2016/2017 | TJ Albrechtice u Lanškrouna   |
| 2017/2018 | TJ Jiskra Ústí nad Orlicí „C“ |
| 2018/2019 | FK Česká Třebová „B“          |
| 2019/2020 | TJ Sokol Helvíkovice          |
| 2020/2021 | FK Kerhartice                 |
| 2021/2022 | FK Spartak Choceň „B“         |
| 2022/2023 | TJ Sokol Tatenice „B“         |
| 2023/2024 | 1. FC Žamberk „B“             |
| 2024/2025 |                               |